# Strassen (Austria)
Strassen è un comune austriaco di 793 abitanti nel distretto di Lienz, in Tirolo.